# Juozas Balčikonis
Juozas Balčikonis (* 24. März 1885 in Ėriškiai, Rajongemeinde Panevėžys; † 5. Februar 1969 in Vilnius, Litauische SSR) war ein litauischer Sprachwissenschaftler und Übersetzer.

## Leben

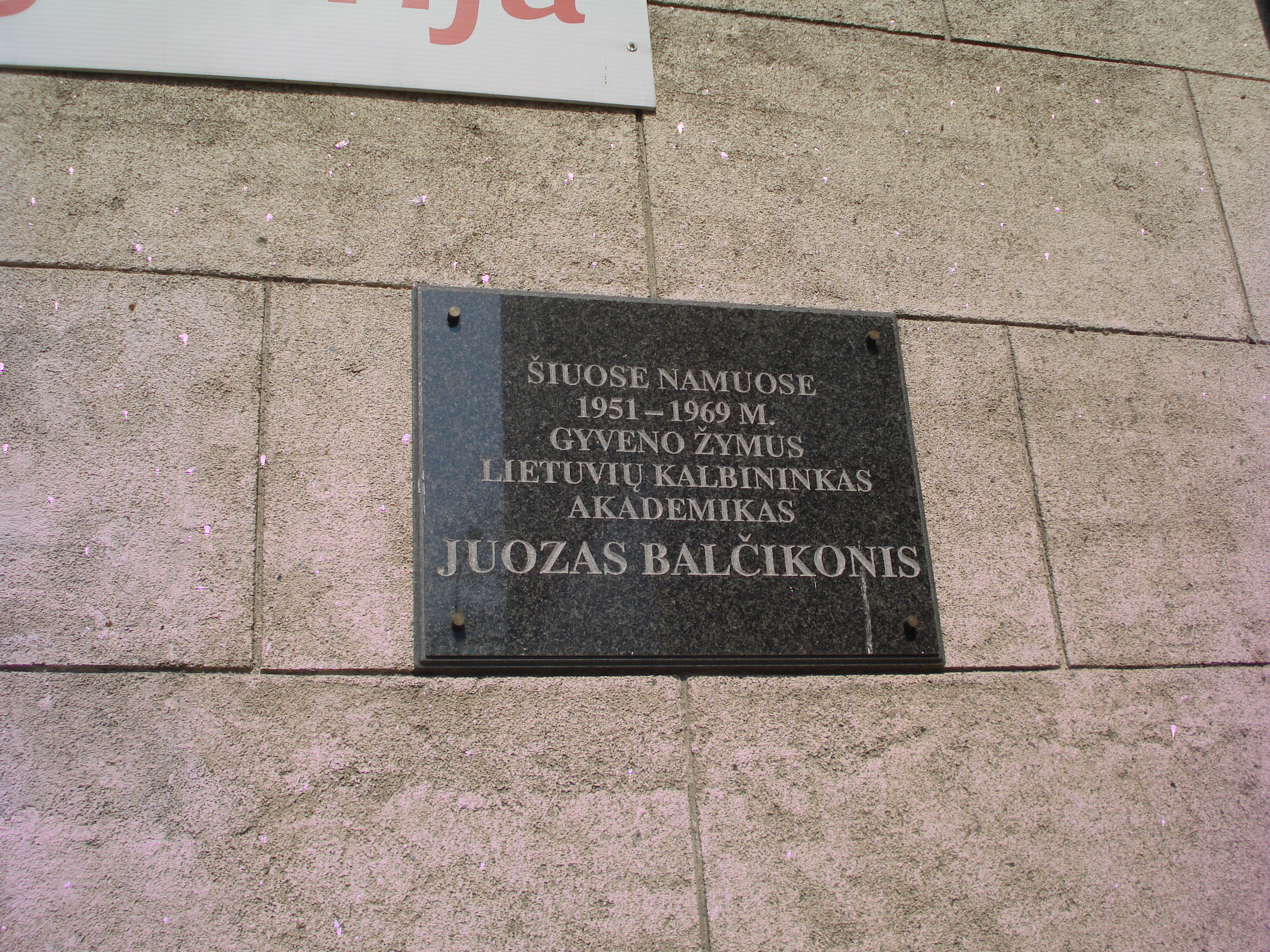
Gedenktafel am Haus in Vilnius, wo er von 1951 bis 1969 wohnte

Balčikonis wuchs in einer Bauern-Familie auf und war der älteste. Er besuchte die Grundschule Ramygala und ab 1898 die Realschule Panevėžys. Hier interessierte er sich für die Litauische Sprache und las verbotene Literatur. Ab 1906 studierte er auf Vorschlag von Jonas Jablonskis Philologie an der Abteilung für Slavistik der Universität Petersburg. Nach der Bekanntschaft mit Kazimieras Būga vertiefte er sich in die Problematik des Litauischen.
Von 1918 bis 1920 war er Direktor des Gymnasiums Panevėžys und von 1920 bis 1924 des Lehrerseminars Panevėžys. Von 1924 bis 1940 lebte er in Kaunas. Von 1924 bis 1931 lehrte er an der Universität Kaunas und von 1944 bis 1960 an der Universität Vilnius; von 1944 bis 1950 leitete den Lehrstuhl für Litauische Sprache. Ab 1944 war er Professor. Zudem übersetzte er Literatur verschiedener Sprachen ins Litauische, z. B. von Jules Verne, Hans Christian Andersen Wilhelm Hauff und den Brüdern Grimm.
Nach ihm wurde ein Gymnasium in Panevėžys umbenannt.